# Бучердя-Гриноасе
Бучердя-Гриноасе (рум. Bucerdea Grânoasă) — село у повіті Алба в Румунії. Адміністративний центр комуни Бучердя-Гриноасе.
Село розташоване на відстані 263 км на північний захід від Бухареста, 23 км на північний схід від Алба-Юлії, 67 км на південь від Клуж-Напоки, 149 км на північний захід від Брашова.

## Населення
За даними перепису населення 2002 року у селі проживали 2235 осіб.
Національний склад населення села:
| Національність | Кількість осіб | Відсоток |
| -------------- | -------------- | -------- |
| румуни         | 1620           | 72,5%    |
| угорці         | 580            | 26,0%    |
| цигани         | 35             | 1,6%     |

Рідною мовою назвали:
| Мова      | Кількість осіб | Відсоток |
| --------- | -------------- | -------- |
| румунська | 1662           | 74,4%    |
| угорська  | 573            | 25,6%    |